# Sint-Jacobskapel (Nijmegen)

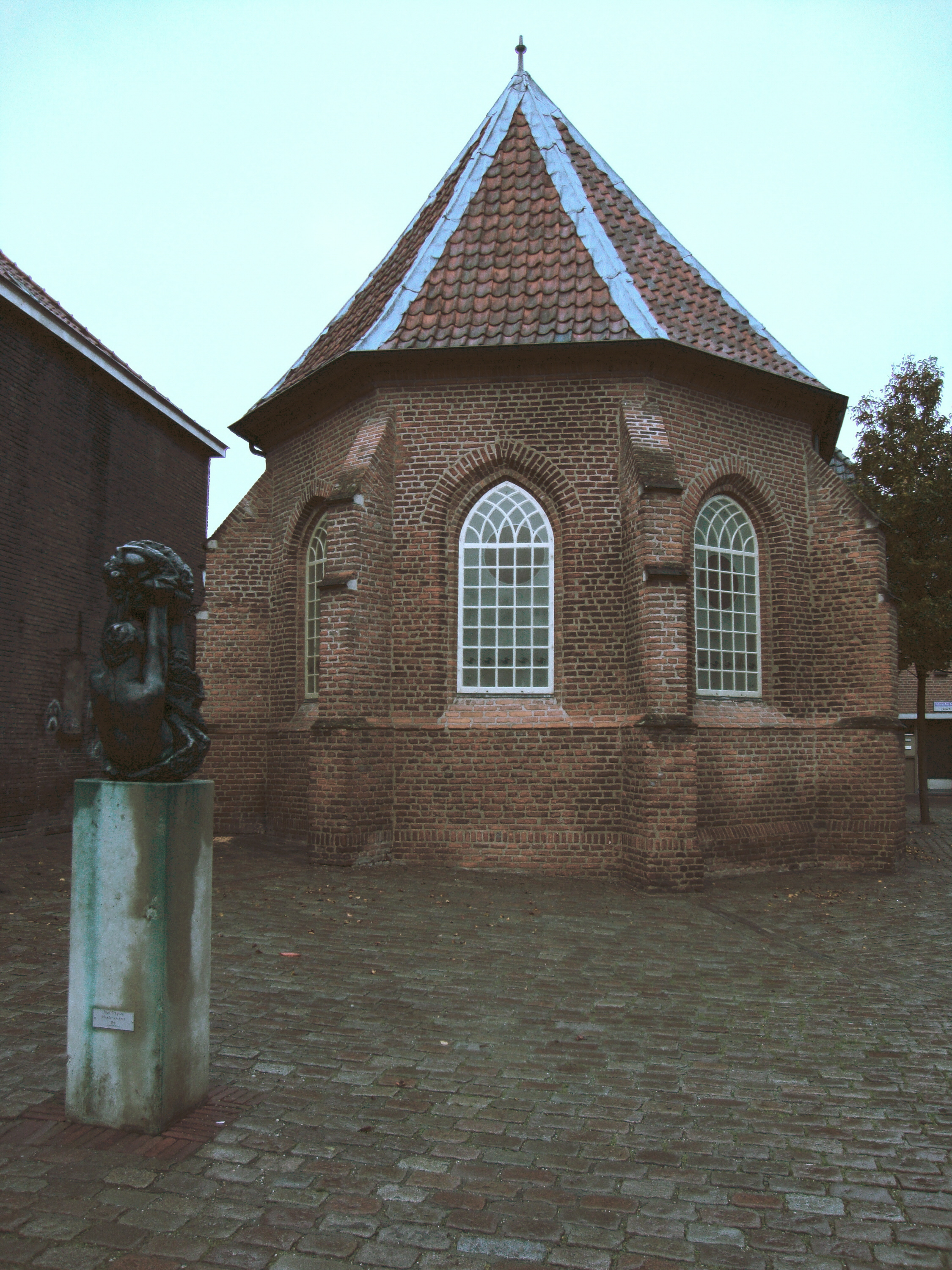
De Sint-Jacobskapel

De Sint-Jacobskapel of Glashuis is een rijksmonument in de benedenstad van de Nederlandse stad Nijmegen.
De kapel werd in de vijftiende eeuw gebouwd als onderdeel van het St. Jacobsgasthuis. Het is een bakstenen kapel met driezijdige koorsluiting gewijd aan Sint Jacobus. Na het beleg van Nijmegen in 1591 verloor de kapel haar geloofsfunctie. Hendrick Heuck had er tot 1655 een glasblazerij en die daarna overgenomen werd en in 1670 failliet ging. Daarna deed de kapel onder meer dienst als school, opslagruimte, koeienstal, weeshuis en woning. In 1965 werd de kapel naar een plan van ingenieur J.G. Deur gerestaureerd. Hierna werd het weer een gebedsruimte; alleen nu gewijd aan Sint Geertrudis. In 1998 verdween de religieuze functie opnieuw en sindsdien is het gebouw onder meer in gebruik voor concerten, exposities en huwelijken. Kunstenaar Ted Felen maakte vijf glas-in-loodramen voor het gebouw.

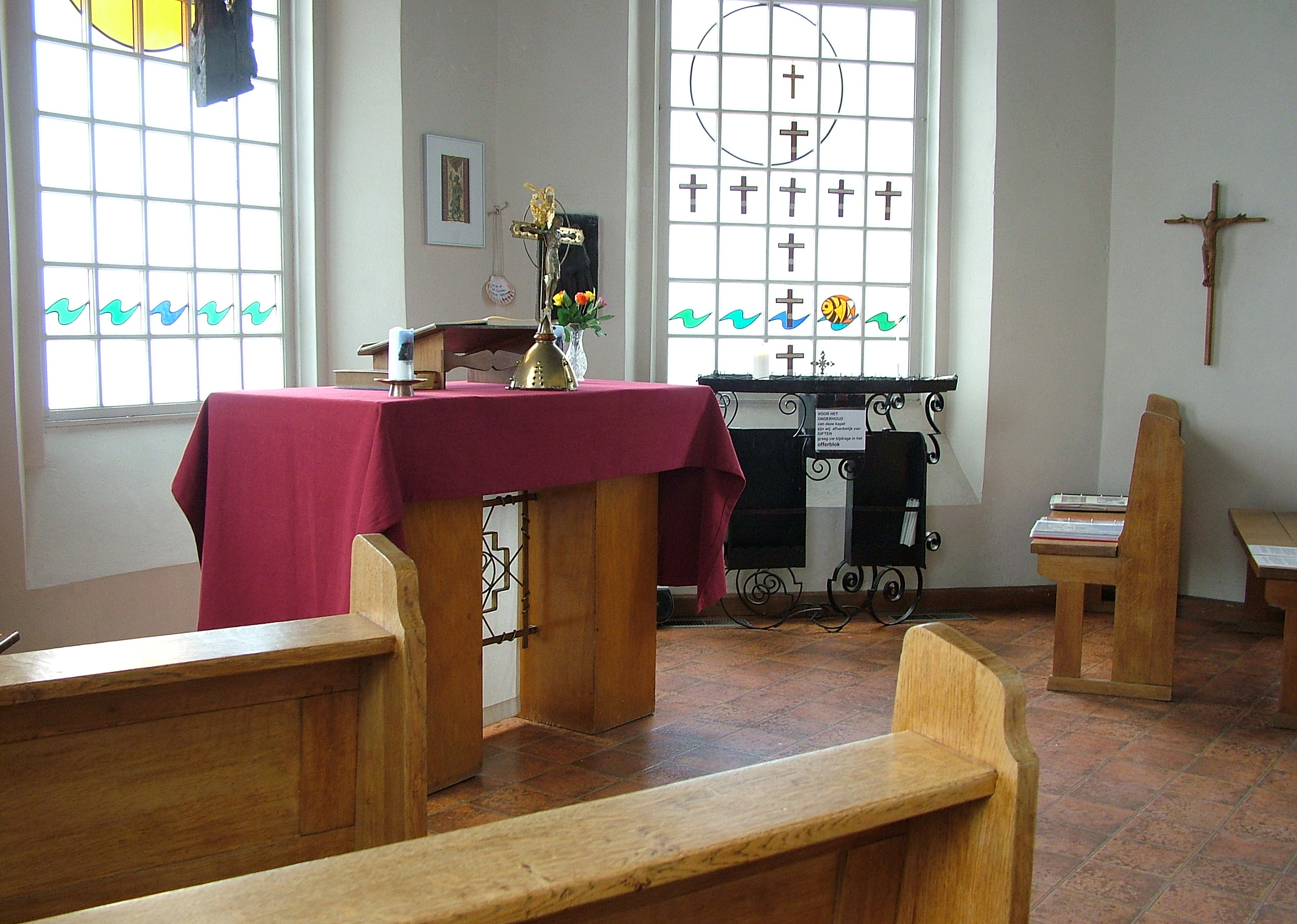
Binnenzijde kapel
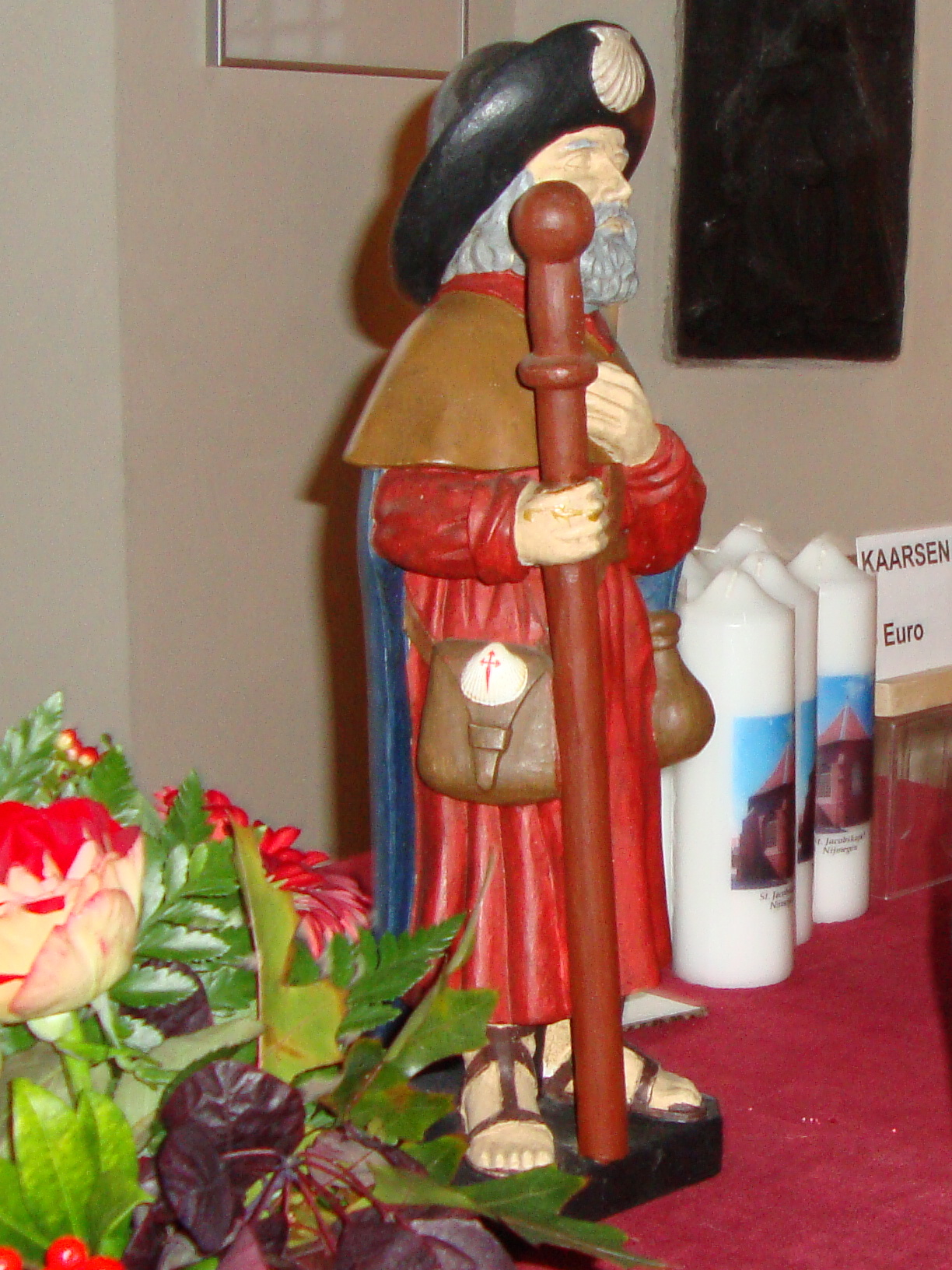
Beeld van St. Jacobus in de kapel
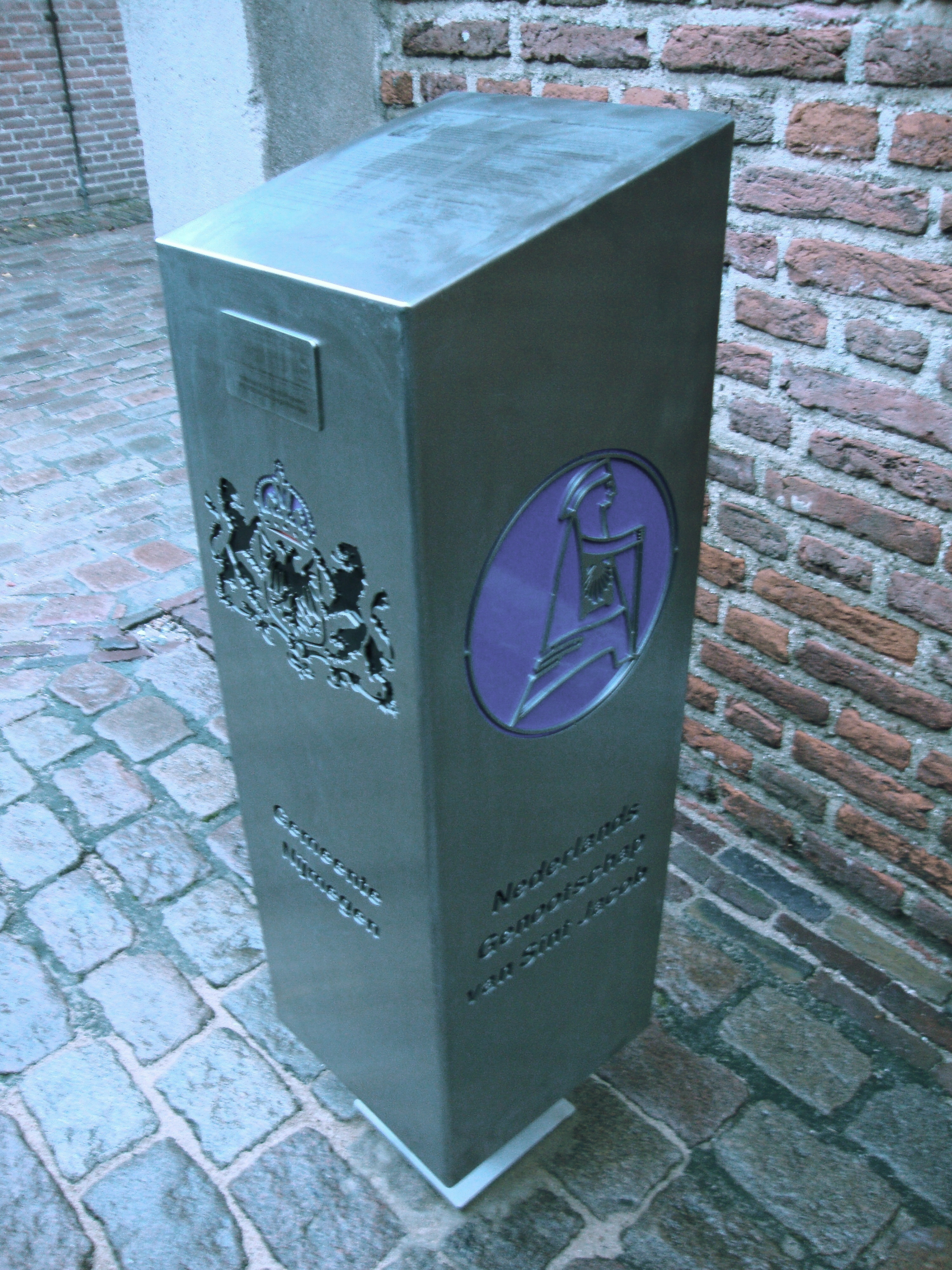
Stele van de St.jacobsroute bij de kapel